# Anholt
Anholt je otok sredi Kattegata, leži približno 40 km od matične danske obale na eni strani in prav toliko od Švedske. Otok meri le nekaj kvadratnih kilometrov, na njem pa stalno živi okrog 160 ljudi. Poleti se jim pridruži še nekaj turistov, ki se pripeljejo ladjo iz 3 ure oddaljenega mesta Grenå. Tako je poleti na otoku okrog 5000 ljudi. Zaradi oddaljenosti od celine so na otoku šola, poštni urad, duhovnik, zdravnik... Anholt ima celo svojo nogometno moštvo. 
Na otoku stoji svetilnik. Za vzdrževanje ognja je bila v preteklih stoletjih posekana večina dreves na otoku. Večji del otoka, Ørkenen, zato danes prekriva tako imenovana puščava, največja v severni Evropi. V resnici ne gre za pravo puščavo, ampak za pokrajino, poraslo z lišaji in pritlikavim grmovjem. Zaradi svoje edinstvenosti je območje zaščiteno; država zadržuje erozijo s sajenjem manjših dreves. 
Na skrajnem vzhodnem delu otoka je kolonija tjulnjev. Dostop do tega dela je prepovedan za obiskovalce, da ne bi motili tjulnjev pri vzreji mladičev. 
Na otoku je eno naselje, Anholt. Samo območje okrog mesta je urejeno za promet, čeprav so avtomobili na otoku redki in prebivalci večinoma uporabljajo kolesa.